# بيرسي دين
بيرسي دين (بالإنجليزية: Percy Thompson Dean)‏ هو سياسي بريطاني (وحمل سابقاً جنسية المملكة المتحدة لبريطانيا العظمى وأيرلندا)، ولد في 20 يوليو 1877 في بلاكبرن في المملكة المتحدة، وتوفي في 20 مارس 1939 في لندن في المملكة المتحدة. حزبياً، نشط في حزب المحافظين. في الانتخابات العمومية البريطانية 1918 ‏، انتخب عضو برلمان المملكة المتحدة الـ31 عن دائرة Blackburn ‏ (14 ديسمبر 1918 – 26 أكتوبر 1922).